# Gabby Douglas
Gabrielle Christina Victoria "Gabby" Douglas , född 31 december 1995 i Virginia, är en amerikansk gymnast.
Hon tog OS-guld i damernas individuella mångkamp och även i lagmångkampen i samband med de olympiska gymnastiktävlingarna 2012 i London. Hon är den första amerikanska gymnasten som har vunnit både lagmångkampen samt den individuella mångkampen under ett olympiskt spel.
Douglas var även med i det amerikanska laget som tog guld i lagmångkampen i Världsmästerskapen i artistisk gymnastik 2011 i Tokyo, Japan.